# Taximetrist

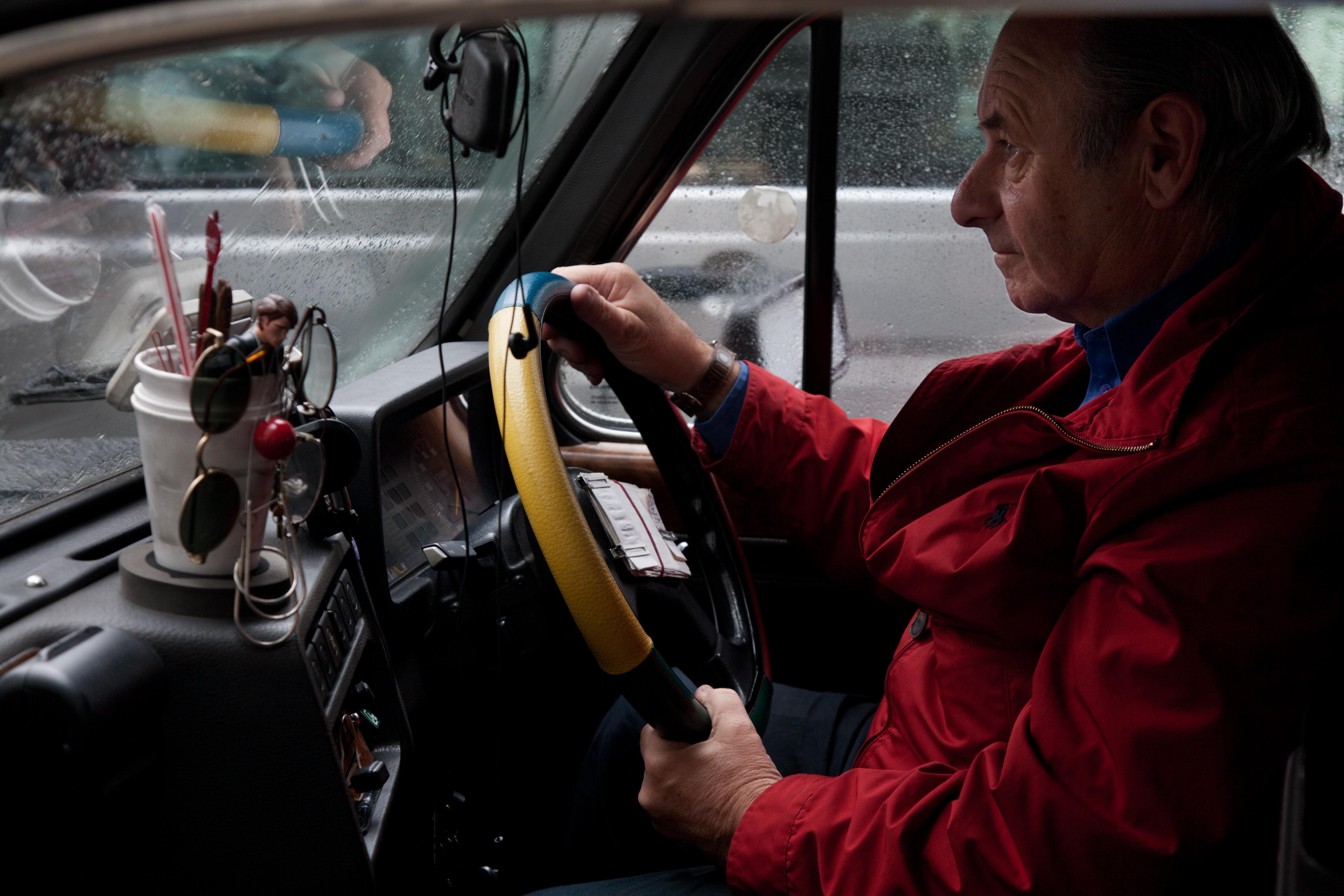
Un taximetrist în Londra

Taximetristul este conducătorul unui taximetru, care transportă contra plată persoane sau mărfuri, lucrând la o întreprindere sau pe cont propriu.
Șoferii de taxi fac parte din categoria persoanelor expuse poluării rutiere.

## În cultura populară
Filme
- Collateral
- Taxi Driver
- Thelma
- Taxi
- Angela merge mai departe